# 小行星8036
小行星8036（英語：8036 Maehara）是一颗围绕太阳公转的小行星。1992年10月26日，圓舘金、渡邊和郎在北见发现了此天体。
这颗小行星的绝对星等为271.71558等。